# Gare de Hunspach
Gare de Hunspach vasútállomás Franciaországban, Hunspach településen.

## Vasútvonalak
Az állomást az alábbi vasútvonalak érintik:
- Vendenheim–Wissembourg-vasútvonal

## Kapcsolódó állomások
A vasútállomáshoz az alábbi állomások vannak a legközelebb:
- Gare de Riedseltz
- Gare de Hoffen